# Iamnîțea, Tîsmenîțea
Iamnîțea (în ucraineană Ямниця) este o comună în raionul Tîsmenîțea, regiunea Ivano-Frankivsk, Ucraina, formată numai din satul de reședință.

## Demografie
Componența lingvistică a comunei Iamnîțea
     Ucraineană (99,43%)
     Alte limbi (0,51%)
Conform recensământului din 2001, majoritatea populației comunei Iamnîțea era vorbitoare de ucraineană (99,43%), existând în minoritate și vorbitori de alte limbi.